# Stenderup (Sønderborg)
Stenderup is een plaats in de Deense regio Zuid-Denemarken. Het dorp ligt op het schiereiland Sundeved en maakt deel uit van de gemeente Sønderborg. Het dorp heeft een frikirke die gebouwd werd in 1903. Een frikirke valt buiten het verband van de Deense Volkskerk. De kerk heeft sinds 1970 een bredere functie.

## Station
Het dorp ligt aan de voormalige spoorlijn Vester Sottrup - Skelde. Een volwaardig station heeft het dorp nooit gehad, wel was er een stopplaats. De lijn, geopend in 1910 in de Duitse tijd, was geen succes en sloot al weer in 1932.